# Tokyo Sports
Tokyo Sports (東京スポーツ, tokyo spootsu) est un quotidien sportif japonais fondé en 1958.

## Article Connexe
- Prix du Film du Tokyo Sports

## Référence
- (en) Cet article est partiellement ou en totalité issu de l’article de Wikipédia en anglais intitulé « Tokyo Sports » (voir la liste des auteurs).